# Скейт-панк
Скейт-панк (англ. Skate punk), также известный как скейткор (англ. skatecore) и скейт-рок (англ. skate rock) — субкультура скейтеров и поджанр панк-рока, возникший в 1980-х годах. Изначально форма хардкор-панка, тесно связанная со скейт-культурой, в 1990-х годах превратилась в более мелодичный жанр панк-рока, похожий на поп-панк. С тех пор он в основном характеризуется быстрым темпом, игрой на соло-гитаре (включая гитарные риффы и соло), быстрой игрой на барабанах и пением (иногда включая вокальные гармонии). Иногда скейт-панк также сочетает в себе быстрые темпы хардкор-панка и мелодик-хардкора с цепляющими хуками поп-панка.
Панк-рок-группы 1970-х и начала 1980-х годов, такие как Buzzcocks, Descendents, Adolescents, Black Flag и Circle Jerks, проложили путь скейт-панку. Первопроходцами скейт-панка в 1980-х годах стали такие группы, как Big Boys, Suicidal Tendencies, JFA, TSOL, Drunk Injuns и Love Canal. Многие ранние скейт-панк-группы являются частью хардкор-панк-движения нардкор, которое возникло в Окснарде, штат Калифорния. Скейт-панк-группа Bad Religion начала более мелодичный стиль скейт-панка с влиятельного альбома Suffer (1988). Этот мелодичный стиль скейт-панка продолжился в 1990-х годах с такими группами, как NOFX, Lagwagon, Pennywise, Face to Face и No Use for a Name.
Скейт-панк ворвался в мейнстрим в 1990-х годах с такими группами, как The Offspring и Blink-182. Другие группы, такие как NOFX, Pennywise, Face to Face, MxPx и Bad Religion, достигли умеренного успеха в андеграунде. Песни многих скейт-панк-групп были представлены в видеоиграх Tony Hawk, которая продалась миллионными тиражами. Популярность панка продолжилась в начале 2000-х, и многие группы продолжили выпускать альбомы, которые привлекли много внимания. В 2010-х годах более поздние скейт-панк-группы, такие как Trash Boat, Cerebral Ballzy и Trash Talk, достигли успеха в андеграунде благодаря влиянию предыдущих скейт-панк-групп.

## Характеристики
Скейт-панк также известен как скейт-рок и скейткор. Отмеченный AllMusic за «высокую энергетику», скейт-панк отличается быстрым темпом. Многие из оригинальных скейт-панк-групп в 1980-х годах были хардкор-панк-группами. В 1990-х годах это изменилось, когда больше групп начали играть стиль скейт-панка, который звучал больше как поп-панк и стандартный панк-рок, чем хардкор-панк.
Скейт-панк, также являющийся субкультурой скейтбордистов, берёт своё начало в культуре скейтбординга и сёрфинга. Автор Шерон М. Хэннон отметила, что скейт-панк известен «своими быстрыми гитарами, драйвовыми басовыми линиями и барабанами в стиле сёрф-музыки». По словам Марка Лепажа из журнала Spin, он часто имеет «двойной ритм хап-два-три-четыре». В музыке скейт-панка часто присутствуют пение и вокальные гармонии. Журнал Rolling Stone описал скейт-панк как «своего рода поп-хардкор». В текстах некоторых скейт-панков есть юмор — «в основном, остроумный».
Большая часть музыки скейт-панка включает в себя лид-гитару, гитарные риффы и иногда гитарные соло. Скейт-панк описывается AllMusic как имеющий «более трэшевые гитары», чем обычный панк-рок. Бласт-биты и быстрая игра на барабанах очень распространены в скейт-панке. Скейт-панк отличается быстрым темпом хардкор-панка и мелодик-хардкора, иногда сочетая их с цепляющими хуками поп-панка. Некоторые скейт-панк-группы играют другие жанры музыки; поп-панк, фанк-метал и хардкор-панк — жанры, которые известны тем, что их играют некоторые скейт-панк-группы. Скейт-панк проложил путь для ска третьей волны. Некоторые скейт-панк-группы, включая NOFX и The Suicide Machines, также играют ска-панк. Некоторые скейт-панк-группы, включая Suicidal Tendencies и Excel, также играют трэш-метал или кроссовер-трэш.

## История

### Предшественники (1970-е и начало 1980-х)
Калифорнийские панк-группы, такие как Black Flag, Adolescents и Circle Jerks, проложили путь скейт-панку своей «быстрой и сырой» музыкой, «которая передавала ощущение катания на скейте». Панк-группы 1970-х годов, такие как Buzzcocks, и панк-группы 1980-х годов, такие как Descendents, создавали быстрые и запоминающиеся панк-рок-песни о подростковой растерянности, а также сочетали агрессию и скорость хардкор-панка с мелодиями, вдохновленными поп-музыкой.

### Происхождение (1980-е)
Первоначально произошедший от хардкор-панка, скейт-панк появился в начале 1980-х. Big Boys и JFA считаются первопроходцами скейт-панка. Такие группы, как Gang Green, Dayglo Abortions, Suicidal Tendencies, The Faction, Rich Kids on LSD, Tales of Terror и Agression, были среди первой волны скейт-панка. Джонни Лофтус из AllMusic описал раннюю скейт-панк-музыку как «слияние панковского гнева и простоты, яростной скорости хардкора и вызывающе хитрожопого мачизма». Многие ранние скейт-панк-группы являются частью хардкор-панк-движения нардкор, которое возникло в Окснарде, штат Калифорния. Популярные среди скейтбордистов хардкор-панк-группы 1980-х годов, связанные с культурой скейтбординга, были обозначены как «скейт-панк» — отсюда и возник термин. Ранние скейт-панк-группы известны тем, что создали связь между панк-роком и скейтбордингом. Мёризен «Мофо» Фёхе, вокалист Drunk Injuns и бывший сотрудник журнала Thrasher, «часто считается первым, кто придумал термин „скейт-панк“». Альбом Suffer (1988) группы Bad Religion многими рассматривается как весьма влиятельный знаковый альбом в жанре скейт-панка. Suffer помог начать мелодичный стиль скейт-панка, который продолжился в 1990-х.

### Массовый успех (1990-е и начало 2000-х)
По мере того, как в 1990-х годах скейт-панк становился все более популярным, он превратился в более мелодичный жанр. В это время некоторые скейт-панк-группы добились мейнстримового успеха и были представлены на таких мероприятиях, как Warped Tour, который начался в 1995 году. Известные скейт-панк-группы 1990-х годов включают Consumed, Good Riddance, Strung Out, NOFX, Goldfinger, Lagwagon, Guttermouth, Bodyjar, No Use for a Name, Blink-182, Face to Face, Slick Shoes, MxPx, Unwritten Law, Ten Foot Pole, Screeching Weasel, Bad Religion, the Offspring, и Pennywise.
Скейт-панк ворвался в мейнстрим в 1994 году. Альбом Smash (1994) вывел группу The Offspring в мейнстрим. Smash, сертифицированный 6-кратной платиной Американской ассоциацией звукозаписывающей индустрии (RIAA), был продан тиражом не менее 6,3 миллионов копий в Соединенных Штатах и не менее 5 миллионов копий за пределами Соединенных Штатов. Альбом Punk in Drublic (1994) группы NOFX в конечном итоге получил золотой статус от RIAA 5 мая 2000 года. В отличие от других панк-рок-групп 1990-х годов, NOFX никогда не подписывали контракты с крупными звукозаписывающими лейблами. Кроме того, NOFX не давали разрешения на воспроизведение своих музыкальных клипов на таких каналах, как MTV и VH1. Объясняя это решение, участник NOFX Фэт Майк сказал: «Мы сняли видео "Leave It Alone", и решили не отправлять его на MTV. Мы просто не хотели быть частью этой машины, этой "панк-волны". Я думаю, это одно из лучших решений, которые мы когда-либо принимали.» Калифорнийская скейт-панк-группа Face to Face имела локальный успех с песней «Disconnected», которая часто звучала на калифорнийской радиостанции KROQ-FM. С «Disconnected» альбом Big Choice (1995) группы Face to Face был продан тиражом более 100 000 копий.
Другие скейт-панк-группы достигли умеренного успеха в андеграунде. Альбом Unknown Road (1993) группы Pennywise был продан тиражом 100 000 копий в течение двух лет, согласно Nielsen SoundScan, и помог группе обрести популярность в андеграунде. Альбом Stranger Than Fiction (1994) группы Bad Religion был сертифицирован RIAA как золотой 4 марта 1998 года. Песня «21st Century (Digital Boy)» с альбома Stranger Than Fiction (1994) достигла пика на 11 месте в чарте Alternative Songs 24 декабря 1994 года, и видеоклип на эту песню часто транслировался на MTV. Хотя Ixnay on the Hombre (1997) группы The Offspring не достиг таких же продаж, как альбом Smash, он был сертифицирован RIAA как платиновый в апреле 1997 года. По состоянию на ноябрь 1998 года альбом был продан тиражом не менее 3 миллионов копий по всему миру, а по состоянию на август 2015 года альбом был продан тиражом 1,4 миллиона копий в США. В июне 1997 года Blink-182 выпустили свой альбом Dude Ranch. Он был сертифицирован RIAA как золотой в феврале 1998 года и стал платиновым в ноябре 1999 года. Скотт Хейзел из Alternative Press описал Dude Ranch как «убийственную скейт-панковскую запись». Сингл «Dammit» с Dude Ranch стал хитом, он достиг 61-го места в чарте Billboard Hot 100 Airplay, получил широкую ротацию на радио и много крутился на MTV. В 1998 году The Offspring выпустили альбом Americana, который был сертифицирован RIAA как 5-кратно платиновый. MxPx начали привлекать внимание андеграундной общественности в 1996 году с третьим альбомом группы Life in General, который был продан тиражом 89 000 копий в течение двух лет, согласно Nielsen SoundScan, и помог первым двум альбомам группы, Pokinatcha (1994) и Teenage Politics (1995), продаться тиражом 50 000 экземпляров в общей сложности. Песня «Chick Magnet» с альбома Life in General (1996) была ограниченно воспроизведена на MTV и MTV2. MxPx выпустили свой четвертый альбом Slowly Going the Way of the Buffalo (1998), который был сертифицирован RIAA как золотой в январе 2000 года.
В серии видеоигр о скейтбординге Tony Hawk использовалась музыка многих скейт-панк-групп, включая Lagwagon, Guttermouth, the Vandals, Suicidal Tendencies, Millencolin, Bad Religion и Consumed. Tony Hawk’s Pro Skater была одной из самых продаваемых видеоигр для PlayStation в ноябре 1999 года. Вскоре после выхода Tony Hawk’s Pro Skater 2 (2000) была самой продаваемой игрой для PlayStation в течение двух последовательных недель. Tony Hawk's Pro Skater 2 быстро разошлась тиражом в 1 000 000 копий. Продажи видеоигры достигли 5 300 000 копий в Соединенных Штатах. Tony Hawk’s Pro Skater 3 (2001) была продана тиражом около 2 100 000 копий в Соединенных Штатах. Когда скейт-панк добился успеха в 1990-х годах, такие лейблы, как Epitaph Records и Fat Wreck Chords, подписали контракты с многочисленными панк-группами.

### Андеграундное возрождение (2010-е и 2020-е годы)
В 2010-х и 2020-х годах появились скейт-панк-группы, на которые оказали влияние более старые скейт-панк-группы. К этим группам относятся Trash Talk, FIDLAR, Trash Boat и Cerebral Ballzy. Многие из них привлекли внимание поклонников, продвигая свою музыку в Интернете. Многие из этих групп, включая Trash Talk и Cerebral Ballzy, находятся под влиянием хардкор-панка и спид-метала. FIDLAR находятся под влиянием скейт-панк-групп Blink-182 и The Offspring, и достигли андеграундного и умеренного успеха; их одноименный альбом дебютировал на пятой позиции в чарте Billboard Top Heatseekers.